# 1-Nonanol
1-Nonanol /ˈnoʊnənɒl/ là một chuỗi alcohol béo với chín nguyên tử cacbon với công thức phân tử CH3(CH2)8OH, tồn tại dưới dạng lỏng, nhờn và không màu, có mùi cam quýt  và tương tự như tinh dầu sả.
Nonanol xuất hiện tự nhiên trong dầu cam. Công dụng chính chính của nonanol là trong sản xuất dầu chanh nhân tạo. Các este khác nhau của nonanol, chẳng hạn như nonyl axetat, được sử dụng trong nước hoa và hương vị thực phẩm.

## Độc tính
1-Nonanol có đặc tính độc học tương tự như các đặc tính của cồn. Chất này hấp thụ kém qua da và gây kích ứng nghiêm trọng cho mắt. Hơi có thể gây hại cho phổi, gây phù phổi trong những trường hợp nghiêm trọng. Tiếp xúc qua đường miệng dẫn đến các triệu chứng tương tự như nhiễm độc ethanol, và giống như việc tiêu thụ ethanol, có thể gây tổn thương cho gan.